# Tadla-Azilal
Tadla-Azilal (arabisch تادلة أزيلال, Zentralatlas-Tamazight ⵜⴰⴷⵍⴰ ⴰⵥⵉⵍⴰⵍ) war bis zur Verwaltungsreform von 2015 eine der 16 Regionen Marokkos und liegt im Zentrum des Königreichs. Im Gebiet von Tadla-Azilal lebten 1.450.519 Menschen (Volkszählung 2004) auf einer Fläche von insgesamt 17.125 km². Für 2011 wurde die Zahl der Bewohner auf 1.573.957 berechnet.
Die Hauptstadt der Region war Beni-Mellal. Größere Städte sind Fkih Ben Salah, Kasba Tadla, Boujad, Azilal und Demnate.
Die Region bestand aus folgenden Provinzen:
- Provinz Azilal
- Provinz Béni Mellal
- Provinz Fquih Ben Salah (ab 2009)

## Geographische Lage
Die Provinz lag an der Nordabdachung des Hohen Atlas. Höchste Erhebung ist der Jbel Azourki, mit einer Höhe von 3677 m einer der höchsten Berge Marokkos. Südlich von Azilal liegt das fruchtbare Hochtal Aït Bougoumez, dessen Bewohner ein nachhaltiges Bewirtschaftungssystem der knappen ökologischen Ressourcen entwickelt haben.